# 横城駅
横城駅（フェンソンえき）は、大韓民国江原特別自治道横城郡にある韓国鉄道公社京江線の駅である。

## 駅構造
- 島式ホーム2面4線の高架駅。

### のりば
| ↑ 屯内          |
| １２ \| ３４ \| |
| 万鍾 ↓          |

| 1 | 京江線 | （未使用） | 屯内・平昌・珍富(五台山)・江陵方面 |
| 2 | 京江線 | KTX        | 屯内・平昌・珍富(五台山)・江陵方面 |
| 3 | 京江線 | KTX        | 万鍾・清凉里 · ソウル方面          |
| 4 | 京江線 | （未使用） | 万鍾・清凉里 · ソウル方面          |

- 2・3番線は低床ホーム、1・4番線は高床ホーム。高床ホームは150000系（EMU-250）専用のりばとして使用される予定である。

## 歴史
- 2017年12月22日：開業[1]。

## 隣の駅
韓国鉄道公社
京江線
万鍾駅 - 横城駅 - 屯内駅